# Nephrotoma theowaldi
Nephrotoma theowaldi är en tvåvingeart som beskrevs av Oosterbroek 1978. Nephrotoma theowaldi ingår i släktet Nephrotoma och familjen storharkrankar. Inga underarter finns listade i Catalogue of Life.